# ジン・バック
ジン・バック (Gin Buck) は、ジンにレモンジュースとジンジャーエールを加えてつくるカクテルのこと。別名ロンドン・バック（London Buck）とも呼ばれる。Buckは雄鹿という意味であり、キックのある飲み物ということで命名されたと言われている。

## 作り方
氷を入れたグラスにジンとレモンジュースを注ぎ、冷えたジンジャーエールで満たし、軽くステアする。

### 標準的なレシピ
- ドライジン - 45ml
- レモンジュース - 20ml
- ジンジャーエール - 適量

## 応用
ジンをブランデーに替えればブランデー・バック（Brandy buck）、ラムに替えればラム・バック（Rum buck）となる。
ウィスキーに替えたものは英語ではウィスキー・バック（Whisky buck）、あるいは使うウィスキーの産地でさらに分類されてスコッチ・バック（Scoch buck）、バーボン・バック（Bourbon buck）などと呼ばれ、またバーボンを用いたものは特に「サザン・ジンジャー」という名がついている。ウィスキーベースで砂糖を足したものはケイブルグラムとなる。
日本ではレモン果汁を抜いたウィスキーのジンジャーエール割りを「ジンジャー・ハイボール」と呼ぶのが一般的。
また、連続式蒸留焼酎やスピリッツなどを使ったものは日本では「ジンジャー酎ハイ」と呼ばれることが多く、サントリーは「ほろよいレモンジンジャー」という缶入りカクテルを販売している 。
レモンジュースをライムジュースに替えると、「ドラゴンフライ」というカクテルになる。ジンジャーエールを炭酸水に替えて砂糖を加えるとジン・フィズとなる。